# Masao Yoshida
Pour les articles homonymes, voir Yoshida.
Masao Yoshida (en japonais 吉田 昌郎), né le 17 février 1955 à Osaka et mort le 9 juillet 2013 à Shinjuku (Tokyo), était un ingénieur nucléaire japonais.

## Biographie
Diplômé de l'Université de technologie de Tokyo, il est engagé par la Tokyo Electric Power Company (TEPCO) à l'issue de ses études et intègre la division des centrales nucléaires. Il est chargé de la surveillance des centrales à partir de 2007, puis est nommé à la tête de la Centrale nucléaire de Fukushima Daiichi en juin 2010. 

## Accident nucléaire de Fukushima
Le 11 mars 2011, un tsunami déferle sur le site et provoque un accident nucléaire majeur. Yoshida, dont le statut de chef doué d'une autorité naturelle a été largement évoqué depuis l'accident de Fukushima, joue alors un rôle majeur en désobéissant aux ordres de la direction de la TEPCO et du premier ministre Naoto Kan en décidant d'utiliser de l'eau de mer pour refroidir les réacteurs,,,. Selon le physicien nucléaire Michio Kaku, cette décision a permis d'éviter une catastrophe encore plus grande. 

### Maladie
Il apprend qu'il est atteint d'un cancer de l'œsophage à la fin de l'année 2011 et démissionne de la TEPCO. Selon l'entreprise, sa maladie ne serait pas liée à l'accident nucléaire, la durée entre les deux évènements étant trop courte.[réf. nécessaire]